# Jarno Bor
Jarno Bor (* 12. Juli 1976 in Zwolle) ist ein ehemaliger niederländischer Skispringer. Gemeinsam mit Peter van Hal, Richard Jansen und Maarten Homan zählt Jarno Bor nach Gerrit Jan Konijnenberg zu den Pionieren des Skispringens in den Niederlanden.

## Werdegang
Von 1992 bis 1995 war er ein aktiver Springer im Kader, jedoch beendete er seine Karriere als Springer nach einem schweren Trampolinunfall an der Sporthochschule. 

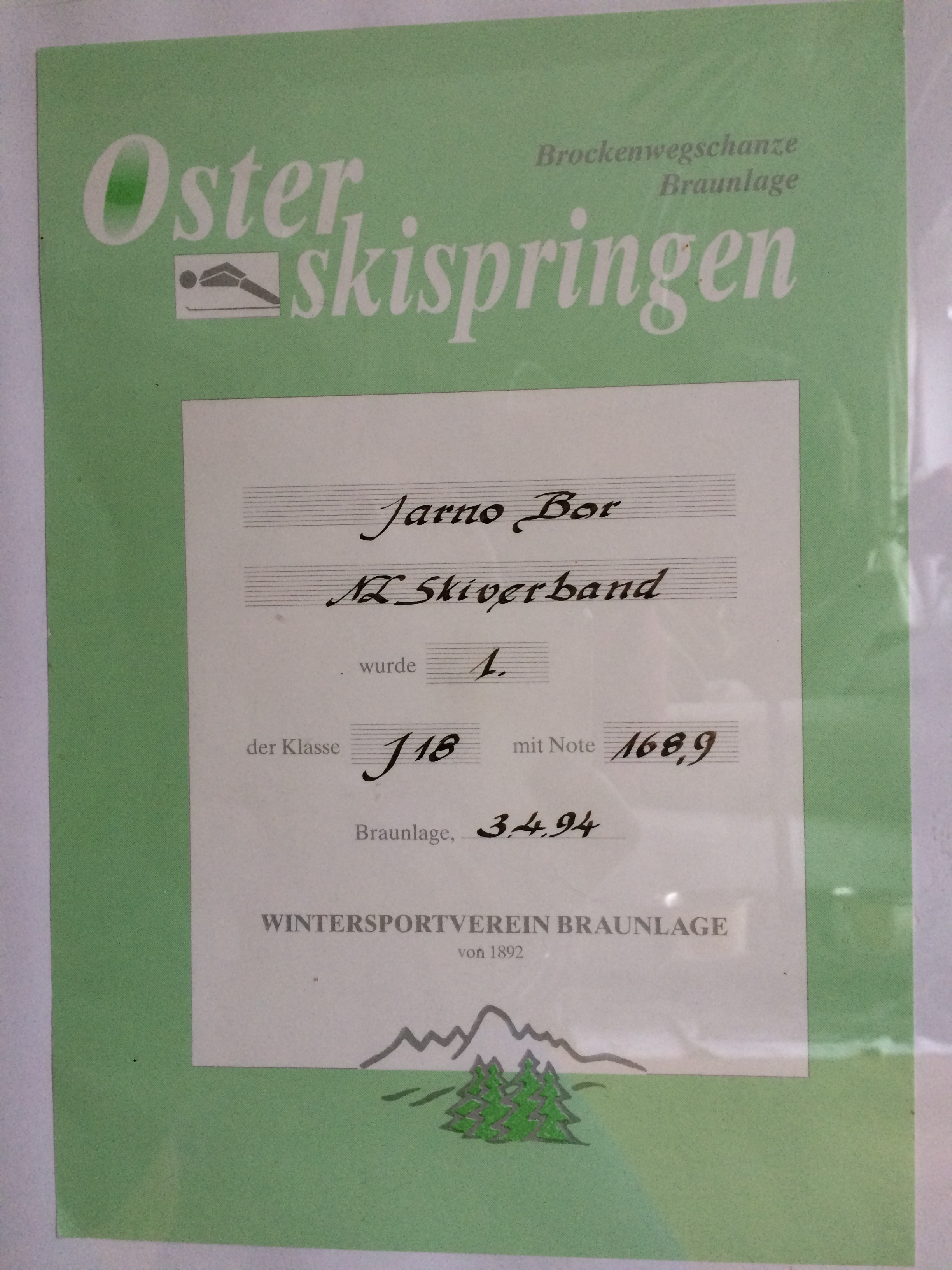
Jarno Bor siegt in Braunlage beim Osterskispringen

Im November 1995 wurde Bor von Hubert Neuper als Teilnehmer und Vertreter der Niederlande eingeladen, beim „World Team Masters“ gemeinsam mit vielen Prominenten aus der Ski-Alpin- und Skisprungwelt auf einer Schanze direkt vor dem World Trade Center in New York den New Yorker Schanzenrekord aufzustellen. Skilegenden wie Walter Kroneisl, Annemarie Moser-Pröll, Franz Klammer, Jan Boklöv, Stephan Zünd, Hubertus von Hohenlohe und weitere versuchten ihr Glück. Gemeinsam mit Franz Klammer konnte Jarno Bor einen Sprungrekord von 23 Meter aufstellen.

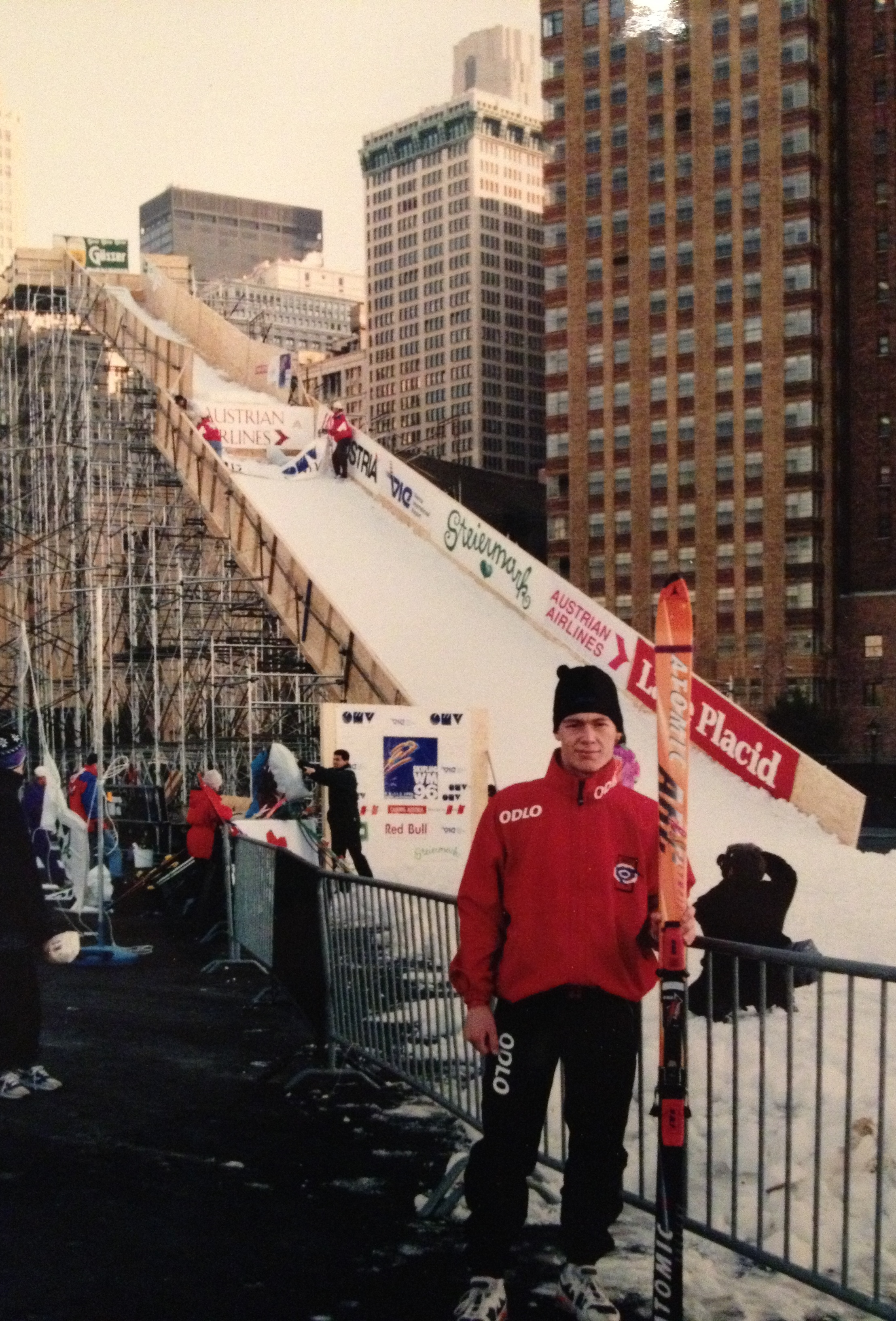
Jarno Bor im November 1995 vor der künstlichen Schanze in New York

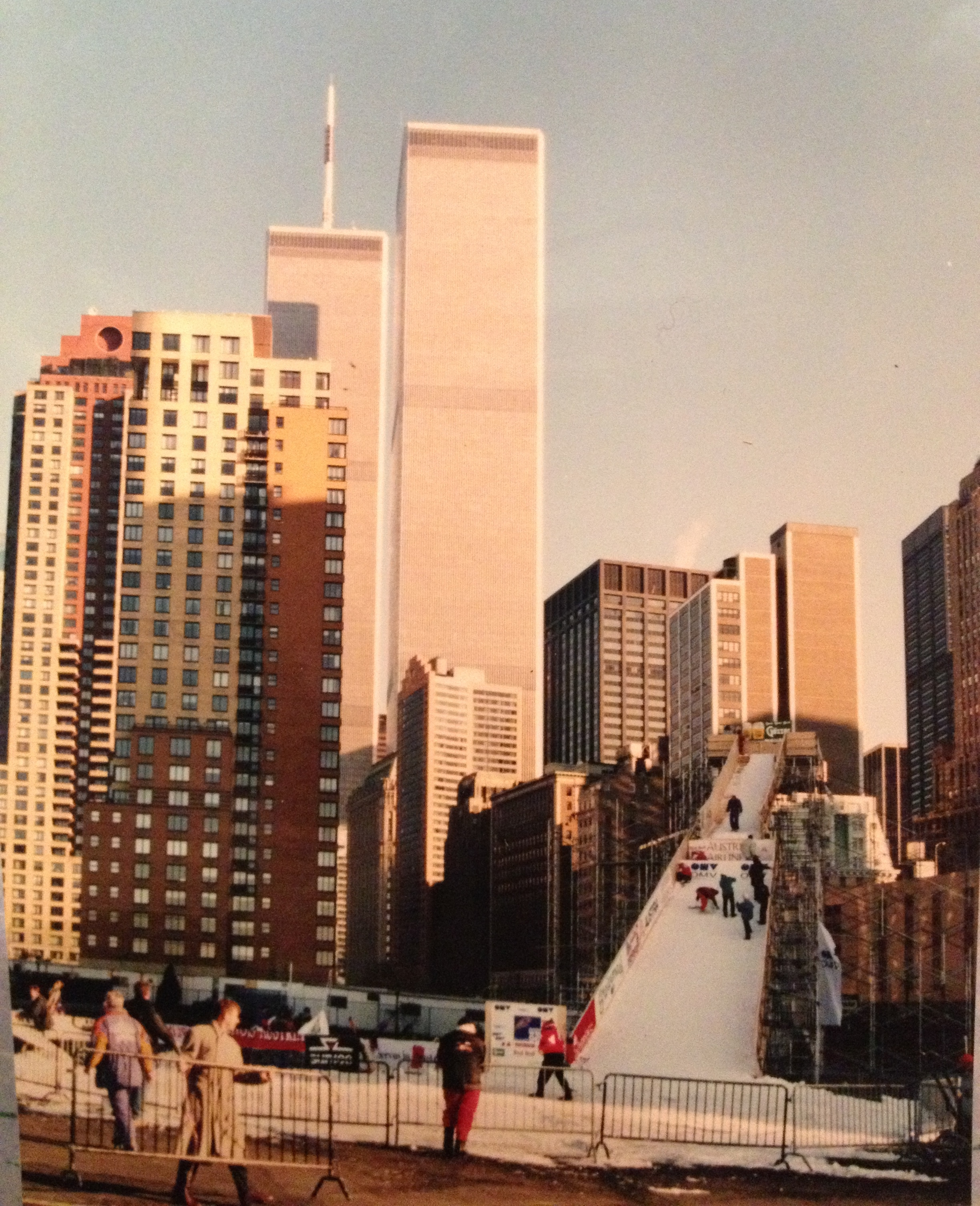
Die Anlage mit Schnee aus Lake Placid, erstellt als Werbeevent für die Skiflug-WM 1996

Nach seinem Rücktritt trainierte Jarno Bor als Jugend-Bundestrainer eine Gruppe von 10 neuen Talenten. Aus dieser Gruppe kam Boy van Baarle hervor – ein vielversprechender niederländischer Skispringer. van Baarle lernte von Jarno Bor seine ersten Sprünge auf der Schanze und wurde von Bor bis zur K65-Schanze trainiert. Auch brachte Bor mit Nathalie Rissema die erste niederländische Skispringerin hervor.
Im Sommer 1996 beendete Bor seine Aufgabe als Trainer und zog nach Bad Mitterndorf um. Hier trainierte er noch ein Jahr die Jugend des WSV Bad Mitterndorf, ehe er seine Laufbahn in der Skisprungwelt definitiv beendete.
Heute lebt Bor mit seiner Familie in Bad Aussee und arbeitet als Managing Director bei einem Notdienstunternehmen.

### Erfolge
- 1993 Bronze bei der NM in St. Moritz
- 1993 Bronze bei der Lowlander-WM in Meinerzhagen
- 1993 Gold in der Kategorie J16 beim Sommer-Vierschanzen-Turnier in Meinerzhagen
- 1994 Gold in der Kategorie J18 beim Osterskispringen in Braunlage